# Grananje (nadzor inačica)
Grananje (eng. branching) je pojam kojim u nadzoru inačica (eng. revision control) i upravljanju softverskom konfiguracijom (eng. software configuration management) označujemo udvostručavanje objekta koji se nadzire nadzorom inačica. Primjerice to može biti datoteka izvornog koda ili direktorijsko stablo. Time se modificiranja mogu usporedno pojaviti u objema granama.
Grane se također naziva stablima, strujama i kodnim pravcima. Izvorišnu se granu katkad naziva roditeljskom granom, uzvodnom granom (eng. upstream branch, kraće upstream, posebice ako grane održavaju različite organizacije ili pojedinci) ili pozadinskom strujom (eng. backing stream). Grane-djeca su grane koje imaju roditeljsku granu. Grana koja nema roditeljsku granu naziva se glavna grana (eng. trunk, mainline); U telekomunikacijskom nazivlju engleski izraz trunk na hrvatski jezik prevodimo riječima glavni vod.
U nekim sustavima distribuiranih nadzora inačica kao što je Darcs, nema razlike između repozitorija i grana; u ovim je sustavima donošenje kopije repozitorija isto što i grananje.
Grananje također općenito implicira mogućnost da se poslije može spojiti ili integrirati promjene natrag u roditeljsku granu. Često se promjene spaja natrag u glavnu granu, čak i ako to nije roditeljska grana. Grana za koju se nije namjeravalo spojiti ju s matičnom granom (primjerice jer je bila relicencirana pod nekompatibilnom licencijom za treću stranu, ili jer ju se namjeravat rabiti za druge svrhe) obično se naziva fork.

## Motivacije grananja
Ogranci dopuštaju da se usporedno razvija ogranke softvera.

## Vanjske poveznice
- (engleski) Streamed Lines: Branching Patterns for Parallel Software Development